# جواز سفر باكستاني
جواز السفر الباكستاني (بالأردوية: پاکستانی پاسپورٹ)‏ هو جواز السفر الذي يصدر للمواطنيين الباكستانيين لغرض السفر الدولي. المديرية العامة للهجرة والجوازات في وزارة الداخلية الباكستانية هي المسؤولة عن إصدار جوازات السفر. منذ يناير 2014 أصبحت جوازات السفر الباكستانية صالحة لمدة 5 و10 سنوات.
في عام 2004 بدأت باكستان في إصدار جوازات السفر الإلكترونية ولكن لم تكن متوافقة مع معايير منظمة الطيران المدني الدولي لأنها لم تحمل رمز (). تطبع جوازات السفر الباكستانية في مقر المديرية العامة للهجرة والجوازات في إسلام آباد.

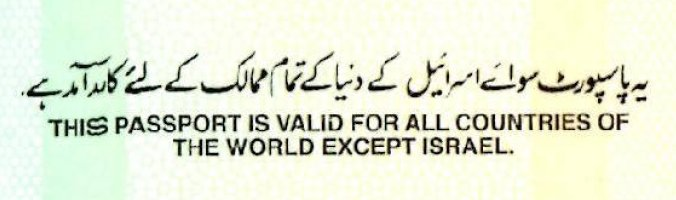
تحتوي جوازات السفر الباكستانية على ملاحظة مفادها أنه لا يمكن استخدام جواز السفر للسفر إلى إسرائيل

تعترف باكستان بجميع الدُول ما عدا إسرائيل، لذلك كُتب في جوازها: «هذا جواز سفر صالح لجميع دول العالم باستثناء إسرائيل».

## الأنواع

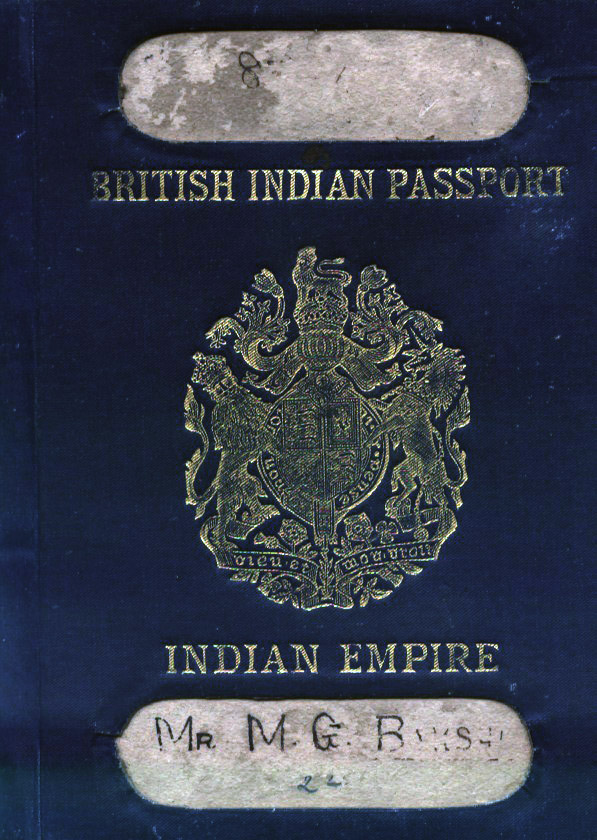
جواز سفر الهند البريطانية

ينظم قانون الجوازات لعام 1974 ودليل الجوازات والتأشيرات (1974) إصدار جوازات السفر الباكستانية. تصدر حكومة باكستان ثلاثة أنواع من جوازات السفر لمواطنيها:
- جوازات السفر الدبلوماسية - صادرة عن وزارة الخارجية للدبلوماسيين والفئات المماثلة الأخرى.[10] لون الغلاف الخارجي لهذا النوع أحمر.[11]
- جوازات السفر الرسمية - تصدر لأعضاء مجلس الشيوخ وأعضاء الجمعية الوطنية ووزراء المقاطعات وقضاة المحكمة العليا الباكستانية والمحاكم العليا والضباط العاملين مع الحكومات في الخارج في مهام رسمية وغيرهم من المسؤولين الحكوميين. لون الغلاف الخارجي لهذا النوع أزرق.[12]
- جوازات السفر العادية - الصادرة للمواطنين الباكستانيين العاديين، لون الغلاف الخارجي لهذا النوع من جواز السفر أخضر.[13]

### جواز السفر الإلكتروني
بدأت باكستان في إصدار جواز السفر الإلكتروني في عام 2022. أعلن عن جواز السفر الإلكتروني من قبل الشيخ أحمد رشيد - الوزير الداخلي لباكستان ورئيس المديرية العامة للهجرة والجوازات. كان موعد حصول الشعب على النسخة الجديدة من جواز السفر هو 28 أبريل 2021، ولكن بعد ذلك أعلن الشيخ أحمد رشيد أن الإصدار سيأجل إلى يونيو 2021. ثم أجل مرة أخرى إلى 30 مارس 2022.
في 30 مارس 2022 أطلق رئيس الوزراء عمران خان خدمة جوازات السفر الإلكترونية والتي أضفت تسعة وعشرين ميزة أمنية جديدة. في هذا الوقت يتوفر جواز السفر الإلكتروني للمسؤولين الدبلوماسيين والحكوميين.

## متطلبات التأشيرة

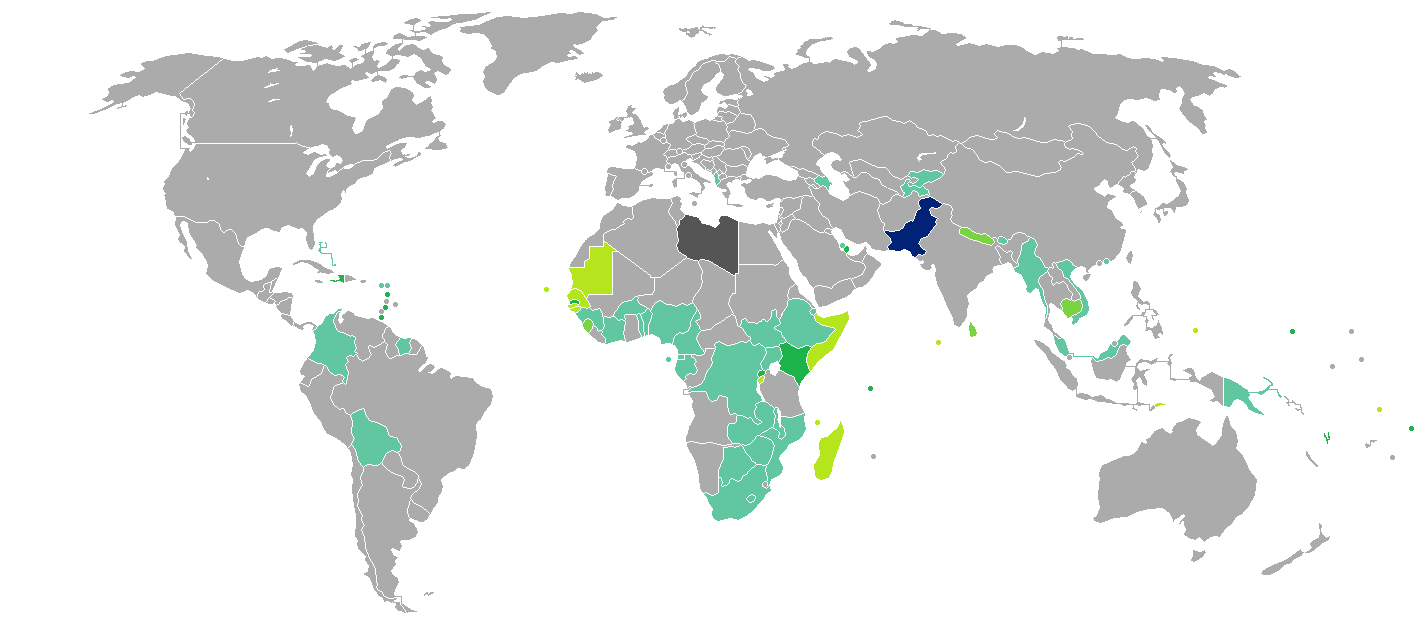
البلدان والأقاليم التي لا تفرض تأشيرة أو تطلب تأشيرة دخول عند الوصول للجهة، لحاملي جوازات السفر الباكستانية العادية.

اعتبارًا من 2 يوليو 2021 يمكن للمواطنين الباكستانيين دخول 48 دولة وإقليم بدون تأشيرة وتأشيرة عند الوصول، مما جعل جواز السفر الباكستاني يحتل المرتبة 107 من حيث حرية السفر وفقًا مؤشر هينلي لجوازات السفر.